# Tagesbildungsstätte
In Niedersachsen ist eine Tagesbildungsstätte eine Fördereinrichtung für geistig behinderte Kinder und Jugendliche. Tagesbildungsstätten als Betreuungseinrichtungen für Minderjährige im schulpflichtigen Alter gab es von den 1950er bis in die 1970er Jahre auch in anderen Ländern der Bundesrepublik Deutschland. Zweck der ersten Tagesbildungsstätten war es, die „Bildungsfähigkeit“ junger Menschen mit einer geistigen Behinderung zu einer Zeit nachzuweisen, in der diese in weiten Kreisen bezweifelt wurde. Außerhalb Niedersachsens wurden die Tagesbildungsstätten vollständig durch Sonder- bzw. Förderschulen abgelöst.

## Gegenwärtig existierende Einrichtung in Niedersachsen
Im Jahr 2011 rechtfertigte die damalige CDU/FDP-geführte Landesregierung den Fortbestand des Tagesbildungsstätten-Systems mit den Worten: „Tagesbildungsstätten werden ganztags betrieben und sind im Gegensatz zu den Förderschulen ‚Geistige Entwicklung‘ nur für vier Wochen im Jahr geschlossen. Dieses spezielle Angebot, das nur in Niedersachsen besteht, ist besonders geeignet, Familien mit behinderten Kindern und Jugendlichen tagsüber zu entlasten.“

### Rechtsstatus
Kinder und Jugendliche mit einem „sonderpädagogischen Förderbedarf mit dem Schwerpunkt Geistige Entwicklung“ können in Niedersachsen nach den §§ 162 und 164c des Niedersächsischen Schulgesetzes ihre Schulpflicht auch in einer anerkannten Tagesbildungsstätte erfüllen. 
Tagesbildungsstätten sind teilstationäre Einrichtungen im Sinne des § 13 SGB XII zur schulischen Förderung, Bildung und Betreuung (zur Erfüllung der Schulpflicht) von Kindern und Jugendlichen mit nicht nur vorübergehender wesentlicher geistiger Behinderung. Diese Kinder und Jugendlichen werden nicht aus Mitteln des Niedersächsischen Kultusministeriums, sondern durch umfassende Eingliederungsmaßnahmen aus dem Etat des Sozialministeriums im Rahmen der „Teilhabe am Leben in der Gemeinschaft“ (§ 5 SGB IX) auf der Grundlage von § 54 SGB XII und § 55 SGB IX finanziert.
In Grenznähe zu Niedersachsen wohnende Kinder und Jugendliche benachbarter Länder haben keinen Anspruch auf den Besuch einer Tagesbildungsstätte und die Übernahme der Kosten der Einrichtung sowie der Fahrtkosten. Das Landessozialgericht Nordrhein-Westfalen begründet das damit, dass es sich bei dem Schultyp Tagesbildungsstätte „um eine im nordrheinwestfälischen Schulrecht nicht vorgesehene Schulform, also um ein ‚aliud‘“ handele; eine Kostenübernahme für einen solchen anderen Schultyp scheide aus.
Obwohl Tagesbildungsstätten auch im Sinne des Niedersächsischen Schulgesetzes keine Schulen sind, dürfen nach einem Urteil des Bundessozialgerichts Schulpflichtige, die eine Tagesbildungsstätte besuchen, sozialrechtlich nicht anders behandelt werden als Schüler einer Förder- oder einer Regelschule; sie haben z. B. als Bedürftige Anspruch auf das „Schulstarterpaket“ nach dem Zweiten Buch Sozialgesetzbuch (SGB II).

### Zuweisungsverfahren
Die Schulbehörde kann nach § 68 (2) des Niedersächsischen Schulgesetzes „mit Zustimmung der Erziehungsberechtigten auch entscheiden“, dass Kinder und Jugendliche statt einer Förderschule „eine anerkannte Tagesbildungsstätte zu besuchen haben, wenn der Träger der Einrichtung zustimmt“. Das Einvernehmen mit dem Träger der Schülerbeförderung soll hergestellt werden. Im Regelfall liegt die betreffende Tagesbildungsstätte wohnortnah, so dass dem Träger der Schülerbeförderung keine zusätzlichen Kosten entstehen.

### Pädagogische und therapeutische Angebote
Die pädagogischen und therapeutischen sowie die inhaltlichen und organisatorischen Angebote in den Tagesbildungsstätten orientieren sich grundsätzlich an denen der Förderschulen mit dem Schwerpunkt Geistige Entwicklung. Das verbindliche Leistungsangebot einer Tagesbildungsstätte ist in der Leistungsbeschreibung festgelegt, die der zuständige Träger mit dem Land Niedersachsen abgeschlossen hat.

### Anerkennungsverfahren und Standards
Laut § 164 des Niedersächsischen Schulgesetzes wird eine Tagesbildungsstätte „für den Besuch von Kindern und Jugendlichen mit geistigen Behinderungen von der Schulbehörde auf Antrag als geeignet anerkannt, wenn
1. der Träger der Tagesbildungsstätte einem Freien Wohlfahrtsverband angehört,
2. Standort und Einzugsbereich der Tagesbildungsstätte im Schulentwicklungsplan berücksichtigt worden sind,
3. die Leiterin oder der Leiter der Tagesbildungsstätte sowie die dort tätigen Gruppenleiterinnen und Gruppenleiter nach Ausbildung oder bisheriger Tätigkeit über die erforderliche Befähigung verfügen.“

### Namensgebung
Tagesbildungsstätten sind nach § 163 des Niedersächsischen Schulgesetzes nicht Schulen im Sinne dieses Gesetzes. Seit 2007 dürfen sie allerdings die Bezeichnung „Schule“ in ihrem Namen führen, wenn deutlich wird, dass es sich bei der Institution um eine Tagesbildungsstätte handelt.

### Zukunft der Tagesbildungsstätten
Seit 2009 besitzt die UN-Konvention über die Rechte von Menschen mit Behinderungen in Deutschland Rechtskraft. In Art. 24 gebietet sie eine inklusive Beschulung von Kindern und Jugendlichen mit Behinderungen. Auf dem offiziellen Bildungsserver des Landes Niedersachsen („nibis“) weist Walter Straßmeier, emeritierter Professor für Geistigbehindertenpädagogik, darauf hin, dass Kindern und Jugendlichen, die eine Tagesbildungsstätte besuchen, „das System Schule vorenthalten“ werde.
Im März 2012 reagierte die Landesregierung auf Interpretationen, wonach die Konvention eine Beschulung behinderter Kinder in Regelschulen vorsehe, mit der Feststellung: „Förderschulen — mit Ausnahme des Primarbereichs der Förderschule mit dem Schwerpunkt Lernen — bleiben bestehen, um die Wahl des bestgeeigneten Lernorts sicherzustellen. Welche Schulform die Schülerinnen und Schüler besuchen, entscheiden die Erziehungsberechtigten.“ Mit dieser Regelung knüpft das Land an seine langjährige Tradition an, in Bildungsfragen dem Elternwillen eine zentrale Bedeutung zuzumessen. Von Tagesbildungsstätten ist in diesem Zitat nicht explizit die Rede. Mit Bezug auf den Bereich geistiger Behinderungen stellt das „Diakonische Werk“ 2013 fest: „Für die Beschulung von Kindern mit geistigen Behinderungen ist der niedersächsische Landesgesetzgeber nach den Erfahrungen mit den Integrationsklassen davon ausgegangen, dass deren Eltern weiterhin eine exklusive Beschulung wünschen. Das betrifft etwa 200 niedersächsische Schülerinnen und Schüler. Sind Schülerinnen oder Schüler auf sonderpädagogische Unterstützung im Förderschwerpunkt ‚Geistige Entwicklung‘ angewiesen, können sie ihre Schulpflicht auch durch den Besuch einer anerkannten Tagesbildungsstätte erfüllen.“
Für Tagesbildungsstätten Verantwortliche vertreten die Position, dass ihre Einrichtungen zu Förderzentren ausgebaut werden sollten, die in Kooperation mit allgemeinen Schulen eine Integration von Schülern mit Behinderungen ermöglichen sollen. In Einbeck gibt es seit 2009 die „Pädagogisch-Therapeutische Förderzentrum (PTZ) gGmbH“, deren alleiniger Gesellschafter der lokale Lebenshilfe-Verein ist und die alle Lebenshilfe-Aktivitäten bündelt. Im PTZ fördern und betreuen heute 130 Mitarbeiter mehr als 350 Kinder und Jugendliche in und außerhalb der Einrichtung. Die Lebenshilfe Einbeck bietet neben einer Tagesbildungsstätte einen Heilpädagogischen Kindergarten, einen Sprachheilkindergarten, eine Frühförderung sowie mehrere freie Praxen für Physiotherapie, Ergotherapie und Logopädie.
Vertreter des „Ausschusses Behindertenhilfe“ in der „Landesarbeitsgemeinschaft der Freien Wohlfahrtspflege in Niedersachsen e.V.“ fordern in ihrem Jahresbericht 2012 die Umwandlung von Tagesbildungsstätten in Förderschulen in freier Trägerschaft.
Mit Wirkung vom 1. Januar 2014 wurde von der Landesregierung der Stellenschlüssel in den Betreuungsgruppen der niedersächsischen Tagesbildungsstätten auf zwei Stellen für acht Kinder angehoben, was einen Bestandsschutz für die Tagesbildungsstätten in Niedersachsen impliziert.
Eine Vielzahl von Tagesbildungsstätten in Niedersachsen führt inzwischen den Namen „[…]-Schule“, um den schulischen Anspruch der Einrichtung zu verdeutlichen. Darüber hinaus setzen Tagesbildungsstätten zur Erfüllung des Inklusionsgebots verstärkt auf Kooperation mit Regelschulen. Beispielsweise hat die Paul-Moor-Schule (anerkannte Tagesbildungsstätte) der Lebenshilfe Grafschaft Diepholz 2013 eine „Außenklasse“ in die Auburg-Schule (Grundschule) in Wagenfeld ausgegliedert, wodurch ein partiell gemeinsamer Unterricht mit Grundschulkindern ermöglicht werden sollte. Da dieses Kooperationsprojekt nach vier Jahren erfolgreich abgeschlossen werden konnte und alle Beteiligten es als sehr sinnvoll eingeschätzt haben, war die Weiterführung des Projekts in der Oberschule in Wagenfeld ab Sommer 2017 eine logische Konsequenz.
Die von der niedersächsischen Landesregierung einberufene „Fachkommission Inklusion“ fordert in ihrem im Oktober 2016 veröffentlichten Aktionsplan „Ziele und Maßnahmen zur Umsetzung der UN-Behindertenrechtskonvention in Niedersachsen“:
Alle Schülerinnen und Schüler besuchen die allgemeine Regelschule und werden von Lehrerinnen und Lehrern unterrichtet. Für den Übergang der Tagesbildungsstätten in allgemeine Regelschulen wird ein Plan entwickelt.

## Ehemalige Institutionen

### Bayern
Auch in Bayern gab es von 1977 bis 2005 eine „Tagesbildungsstätte“ (TABS) in München. Dabei handelte es sich um eine Volkshochschule für geistig behinderte Erwachsene.

### Hamburg
In Hamburg wurde 1972 die Bezeichnung „Tagesbildungsstätte“ für eine Einrichtung gewählt, die Jugendliche mit einer geistigen Behinderung nach der Schulentlassung betreute. Dort war die Phase der Einrichtungen des Typs, den es heute noch in Niedersachsen gibt, übersprungen worden.

## Tagesbildungsstätte und Tagesförderstätte
Der Begriff Tagesbildungsstätte ist leicht mit dem Begriff Tagesförderstätte zu verwechseln, einer Einrichtung, die es nicht nur in Niedersachsen gibt und deren Zielgruppe Erwachsene sind, die nicht in einer Werkstatt für behinderte Menschen Aufnahme finden können.